# Nicolás Lasnibat
Nicolás Lasnibat es un cineasta chileno radicado en Francia, nacido en 1975, en la ciudad de Valparaíso, Chile. 

## Biografía
Luego de estudiar Comunicación Social en Santiago, Nicolás Lasnibat trabajó como guionista y crítico de cine. 
El año 2002, viajó a Francia para estudiar dirección cinematográfica en la prestigiosa Escuela Nacional de Cine de París, La Fémis.
Ha dirigido numerosos cortometrajes, entre los que destaca "Treinta Años" estrenado en la Mostra de Venecia 2006 y premiado como el mejor corto en el Festival de San Sebastián.

## Filmografía
- 2013: Todo lo que no puedes dejar atrás
- 2010: Un Nuevo Baile
- 2007: Point de Fuite
- 2006: Treinta Años